# Andre Hollins
Pour les articles homonymes, voir Hollins.
Andre Hollins, né le 11 décembre 1992 à Memphis au Tennessee, est un joueur américain de basket-ball retraité depuis juillet 2020. Il évoluait au poste de meneur.

## Carrière
Après avoir commencé sa carrière professionnelle en Belgique au Stella Artois Leuven Bears, Andre Hollins rejoint la France et le championnat Pro B en signant pour la saison 2016-2017 à la Chorale de Roanne. Cependant, le 20 mars 2017, il quitte la formation roannaise d'un commun accord avec le club.
Il rejoint ensuite le Löwen Braunschweig en première division allemande pour la fin de saison 2016-2017 mais ne joue finalement que quatre matchs avant d'être coupé par le club.
Pour la saison 2017-2018, il rejoint le club hongrois du BC Körmend avec lequel il dispute 34 matchs pour une moyenne de 12,1 points par match.
Lors de la saison suivante, il enchaîne les piges en jouant d'abord quatre matchs avec le KK Nevėžis en Lituanie puis deux avec les Helsinki Seagulls en Finlande et enfin quatre avec Umeå BSKT en Suède.
Le 11 juillet 2020, il annonce sa retraite du monde professionnel sur son compte Instagram.

## Clubs successifs
- 2015-2016 :  Stella Artois Leuven Bears (Scooore League)
- 2016-2017 :   Chorale de Roanne (Pro B)
- 2017 :  Löwen Braunschweig (BBL)
- 2017-2018 :  BC Körmend (NB I/A)
- 2018 :  KK Nevėžis (LKL)
- 2018 :  Helsinki Seagulls (Korisliiga)
- 2018 :  Umeå BSKT (Basketligan)